# Castell de Cuberes
Les escasses restes del castell de Cuberes estan situades a l'extrem sud-oriental de l'antic terme de Baén, actualment de Baix Pallars, a la comarca del Pallars Sobirà, en terres de l'antic poble de Cuberes. Al cim d'un turó hi ha una sèrie d'edificacions que es poden identificar amb les restes d'aquest antic castell.
La història d'aquest castell està estretament vinculada amb el monestir de Santa Maria de Gerri d'ençà que el comte Artau I donés a l'abat de Gerri el castell de Cuberes amb els seus homes i termes (1048).